# Diolo geminale

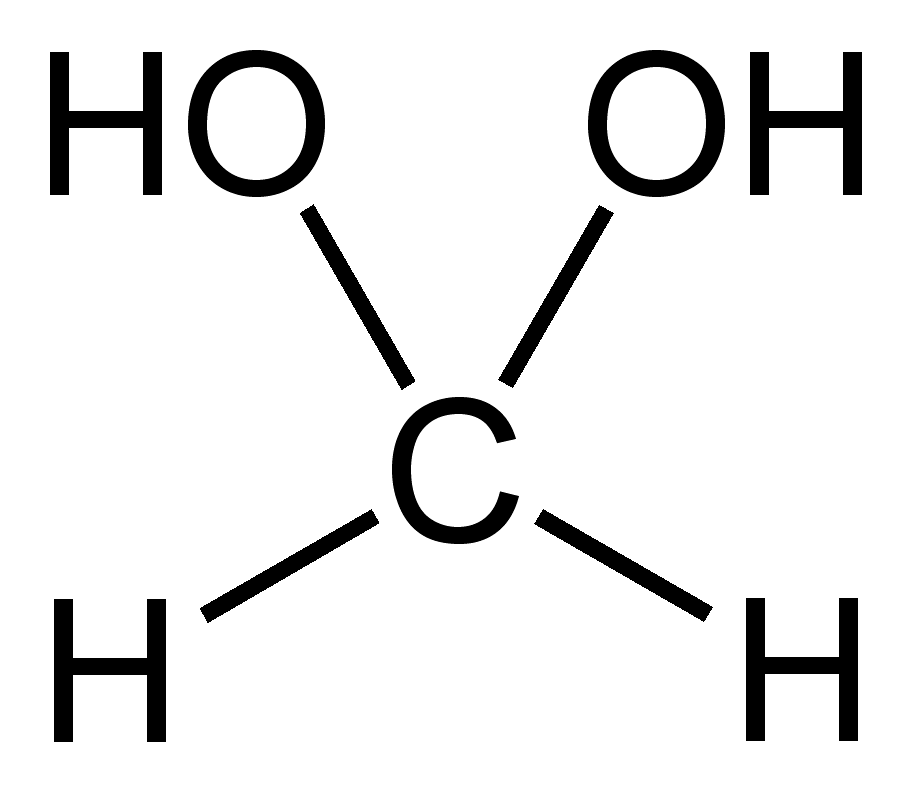
Glicole metilenico, il più semplice diolo geminale

Un diolo geminale o gemdiolo è un qualsiasi composto organico avente due gruppi funzionali ossidrilici {\displaystyle {\ce {(-OH)}}} legati allo stesso atomo di carbonio. I dioli geminali sono una sottoclasse dei dioli, che a loro volta sono una classe speciale di alcoli. In nome "geminale" deriva dal latino, geminos = gemelli, riferendosi alla coppia di ossidrili.
Il diolo geminale più semplice è il metandiolo o glicole metilenico : {\displaystyle {\ce {HO-CH2-OH}}}
La maggior parte dei dioli geminali sono considerati instabili e/o non isolabili.

## Equilibri e stabilità

Aldeide

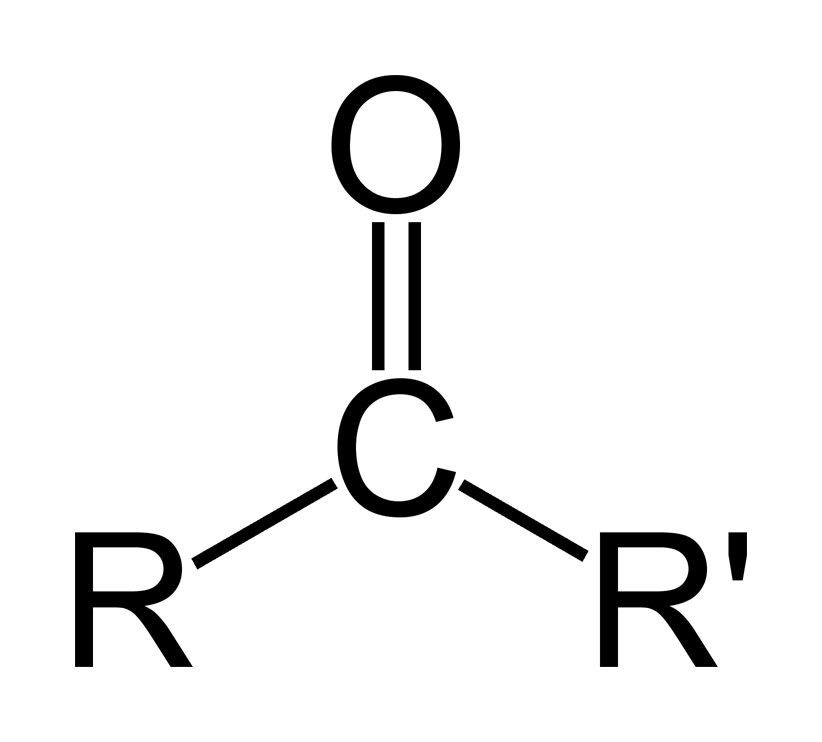
Chetone

I dioli geminali possono essere visti come forme idrate di composti come chetoni o aldeidi.
L’idrogeno dell’acqua si lega all’ossigeno polarizzato negativamente del gruppo carbonile, mentre l’ossidrile dell’acqua si lega al carbonio. La reazione è un equilibrio chimico ed il valore della costante di equilibrio dipende dall’effetto induttivo e sterico dei gruppi R legati al carbonile. I gruppi alchilici presentano un effetto induttivo elettron-donatore che stabilizza l’atomo di carbonio, positivamente polarizzato, del gruppo carbonilico, rendendo i chetoni più stabili delle aldeidi. Qualsiasi fattore che stabilizza i reagenti in un equilibrio chimico, sposta il punto di equilibrio verso di essi, abbassando di conseguenza il valore della costante dell'equilibrio di idratazione. Il valore della costante diminuisce quindi all’aumentare del numero e delle dimensioni dei gruppi alchilici, spostando l'equilibrio verso sinistra.
Esempi:
Equilibrio d'idratazione della formaldeide: 
{\displaystyle {\ce {H2CO + H2O <=>[1:2000]H2C(OH)2}}}
Equilibrio d'idratazione dell'acetone:
{\displaystyle {\ce {(H3C)2CO + H2O<=>[1400:1](H3C)2C(OH)2}}}
Equilibrio d'idratazione dell'acetaldeide: 
{\displaystyle {\ce {(H3C)HCO + H2O<=>[0,9:1,1](H3C)HC(OH)2}}}
Per effetto induttivo l'addizione di gruppi forti attrattori d'elettroni destabilizza il carbonile agevolando la formazione di forme idrate più stabili.
Ne è esempio l'idratazione dell'esafluoroacetone con l'equilibrio spostato decisamente a destra per l'attrazione di elettroni da parte dei gruppi trifluorometilici. 
{\displaystyle {\ce {(F3C)2CO +H2O<=>[1:1200000] (F3C)2C(OH)2}}}
Analoga l'influenza dei gruppi triclorometilici che contribuisce a stabilizzare l'idrato di cloralio
{\displaystyle {\ce {(Cl3C)HCO + H2O<=> (Cl3C)C(OH)2}}}
Diversi fattori contribuiscono alla stabilità intrinseca di alcuni dioli geminali: ad esempio legami idrogeno intramolecolari nei composti ciclici. 
In alcuni casi, come il decaidrossiciclopentano e il dodecaidrossicicloesano, il diolo geminale è stabile mentre il chetone corrispondente non lo è.

## Esempi
Sono esempi di dioli geminali isolabili:

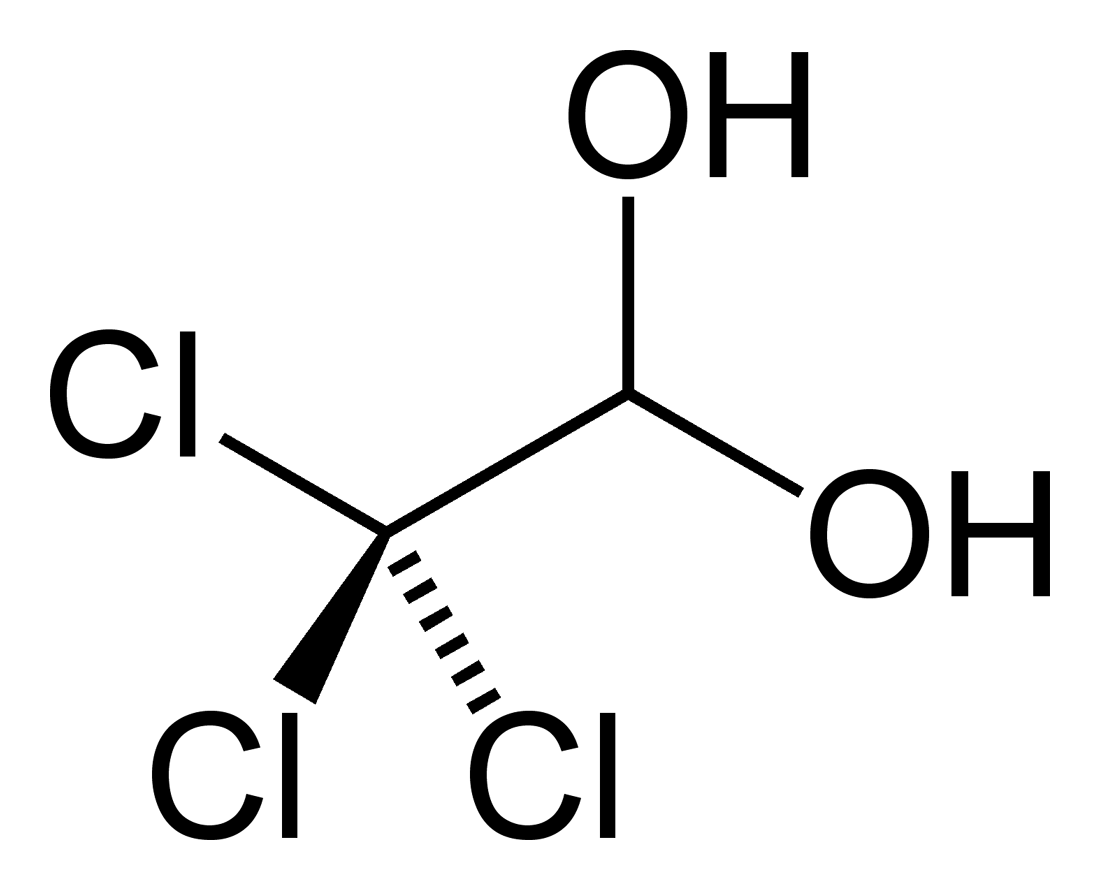
idrato di cloralio
ninidrina
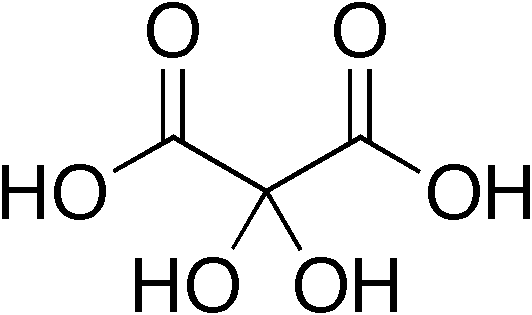
acido diidrossimalonico
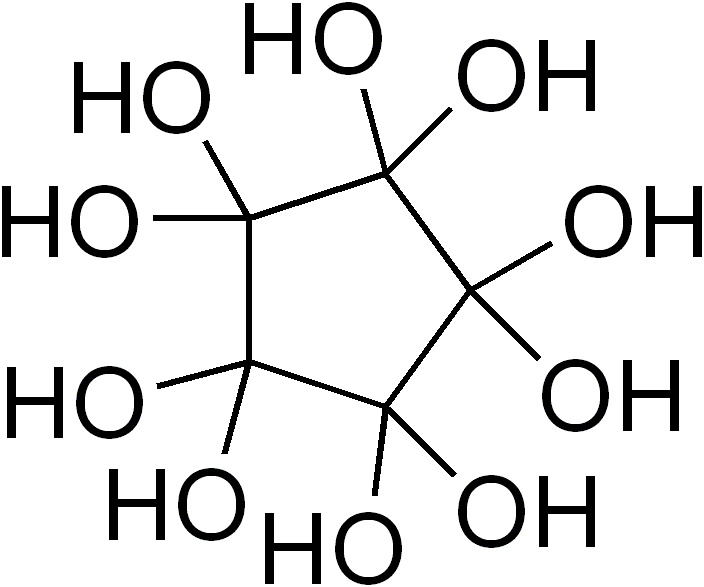
decaidrossiciclopentano